# Neuvième circonscription des Alpes-Maritimes
La neuvième circonscription des Alpes-Maritimes est l'une des neuf circonscriptions législatives du département des Alpes-Maritimes en France. Elle s'étend sur une partie du sud-ouest du département, regroupant les communes du Cannet, de Mougins, de Mouans-Sartoux, de Pégomas, d'Auribeau-sur-Siagne, de La Roquette-sur-Siagne, ainsi qu'une partie de la commune de Grasse. Elle est représentée dans la XVIIe législature par Michèle Tabarot, député Les Républicains (LR) siégeant dans le groupe Droite républicaine.

## Description géographique

### Historique
La neuvième circonscription des Alpes-Maritimes est créée lors du redécoupage des circonscriptions de 1986. Elle est située dans la partie occidentale des Alpes-Maritimes, et est centrée principalement autour de la ville de Grasse. Elle inclut les cantons :
- Canton du Cannet
- Canton de Grasse-Nord
- Canton de Grasse-Sud
- Canton de Mougins
- Canton de Saint-Auban
- Canton de Saint-Vallier-de-Thiey.

Elle compte alors vingt-huit communes au total.

### Circonscription actuelle
Le redécoupage des circonscriptions réalisé en 2010, en vigueur à partir des élections législatives de 2012, réduit la taille de la neuvième circonscription au bénéfice de la nouvelle deuxième circonscription du département, en ne gardant que sa partie sud. L'ordonnance no 2009-935 du 29 juillet 2009, votée par le Parlement le 21 janvier 2010, lui retire les cantons de Grasse-Nord, Saint-Auban et Saint-Vallier-de-Thiey. La neuvième circonscription est ainsi dorénavant composée des cantons suivants :
- canton du Cannet ;
- canton de Grasse-Sud ;
- canton de Mougins[1].

Elle compte sept communes au total dont une fraction de la commune de Grasse : Le Cannet, Mougins, Mouans-Sartoux, Pégomas, Auribeau-sur-Siagne, La Roquette-sur-Siagne, une partie de la commune de Grasse.
Avec le redécoupage cantonal de 2014, les limites de la circonscription n'ont pas varié mais la composition cantonale de la circonscription est devenue la suivante :
- partie du canton de Cannes-1 correspondant à la commune du Cannet ;
- partie du canton de Grasse-2 correspondant à la commune de Mouans-Sartoux et à une partie de la commune de Grasse ;
- canton du Cannet (composée de la commune de Mougins et d'une partie de la commune du Cannet) ;
- partie du canton de Mandelieu-la-Napoule correspondant aux communes d'Auribeau-sur-Siagne, de Pégomas et de La Roquette-sur-Siagne.

## Démographie
En 2009, la neuvième circonscription définie par le redécoupage de 1986 comptait 161 872 habitants, s'étendait sur 548,85 kilomètres carrés, et sa densité de population s'élevait à 295 habitants par kilomètre carré. La même année, la neuvième circonscription définie par le redécoupage de 2010 incluait 109 032 habitants. La répartition démographique par canton de la neuvième circonscription (selon l'ancien découpage cantonal en vigueur avant 2015) est donnée dans le tableau ci-dessous.
| Canton                    | 2009    |
| ------------------------- | ------- |
| Le Cannet                 | 29 448  |
| Grasse-Nord               | 28 992  |
| Grasse-Sud                | 32 542  |
| Mougins                   | 47 042  |
| Saint-Auban               | 2 731   |
| Saint-Vallier-de-Thiey    | 21 117  |
| Total redécoupage de 1986 | 161 872 |
| Total redécoupage de 2010 | 109 032 |

La population totale de la circonscription est la suivante : 
| 2013    | 2019    | 2021    |
| ------- | ------- | ------- |
| 110 072 | 110 468 | 110 535 |

## Description historique et politique
En 1988, le maire du Cannet Pierre Bachelet, candidat unique de la droite présenté par le RPR et soutenu par l'UDF emporte largement (62,59 %) l'élection législative face au socialiste Francis Giolitti. En 1993, il est réélu avec près de 70 % face au candidat du FN Pierre Pauvert.
En 1995, les élections municipales entrainent l'arrivée d'une nouvelle génération de maires dans les deux plus grosses villes de la circonscription : le député Pierre Bachelet est battu par son ancienne adjointe UDF-PR Michèle Tabarot qui s'empare de la mairie du Cannet. À Grasse, c'est le maire UDF Hervé de Fontmichel qui est battu par son ancien premier adjoint parti au MPF, Jean-Pierre Leleux. Tous ont l'ambition d'obtenir la députation aux élections législatives de 1997. De fait, la droite part totalement désunie :
- Pierre Bachelet compte bien obtenir sa réélection, bien que n'ayant pas obtenu l'investiture de son parti, le RPR.
- Michèle Tabarot, nouveau maire du Cannet présentée par l'UDF-PR et soutenue par le RPR, fait figure de candidate « légitime » ;
- Jean-Pierre Leleux, nouveau maire de Grasse se présente sous l'étiquette villiériste du MPF.

Finalement, les trois candidats de droite se neutralisent et sont éliminés dès le premier tour (Michèle Tabarot obtient 19,25 %, Pierre Bachelet 10,52 % et Jean-Pierre Leleux 8,91 %). André Aschieri, maire de Mouans-Sartoux présenté par Les Verts et soutenu par le PS bat (par 56,28 %) le candidat du FN Dominique Vidal. À l'issue de ce scrutin, la neuvième circonscription sera la seule du département à avoir élu un député de gauche depuis 1981.
André Aschieri s'inscrit au groupe radical, citoyen et vert à l'Assemblée nationale. Il prend la posture de l'élu indépendant, républicain, au-dessus des partis. En 2002, il est candidat à sa succession. À droite, la défaite de 1997 a fait taire la division. Alors que Pierre Bachelet s'est retiré, Jean-Pierre Leleux qui a quitté le MPF en 2000 pour rejoindre Démocratie libérale, le parti de Michèle Tabarot, accepte de ne pas se représenter et devient le suppléant à la candidature de cette dernière sous l'étiquette de la toute nouvelle Union pour la majorité présidentielle. Le ticket de la droite l'emporte de justesse (50,52 %) face à André Aschieri au second tour, après avoir échappé à la triangulaire avec le candidat du FN Jean-Pierre Schenardi, éliminé de justesse au premier tour.
En 2007, Michèle Tabarot est réélue dès le premier tour (53,13 %) à la suite de la victoire de Nicolas Sarkozy. De son côté, André Aschieri améliore légèrement son score (37,50 %) et le FN enregistre une chute spectaculaire : il obtient à peine 4,53 % contre 16,60 % en 2002 et 22,10 % en 1997.

### Historique des députations
| Législature | Début de mandat | Fin de mandat  | Député           | Parti politique | Observations |
| ----------- | --------------- | -------------- | ---------------- | --------------- | --- |
| IXe         | 23 juin 1988    | 1er avril 1993 | Pierre Bachelet  | RPR             | Maire du Cannet |
| Xe          | 2 avril 1993    | 21 avril 1997  | Pierre Bachelet  | RPR             | Maire du Cannet Mandat écourté à la suite d'une dissolution parlementaire décidée par Jacques Chirac.                                                             |
| XIe         | 12 juin 1997    | 18 juin 2002   | André Aschieri   | Les Verts       | Maire de Mouans-Sartoux |
| XIIe        | 19 juin 2002    | 19 juin 2007   | Michèle Tabarot  | UMP             | Maire du Cannet, vice-présidente du conseil général des Alpes-Maritimes (jusqu'en août 2002) Conseillère régionale de Provence-Alpes-Côte d'Azur (de 2004 à 2005) |
| XIIIe       | 20 juin 2007    | 19 juin 2012   | Michèle Tabarot  | UMP             | Maire du Cannet |
| XIVe        | 20 juin 2012    | 20 juin 2017   | Michèle Tabarot  | UMP             | Maire du Cannet |
| XVe         | 21 juin 2017    | 21 juin 2022   | Michèle Tabarot, | LR,             | Conseillère municipale du Cannet. |
| XVIe        | 22 juin 2022    | 9 juin 2024    | Michèle Tabarot  | LR              | Conseillère municipale du Cannet. Mandat écourté à la suite d'une dissolution parlementaire décidée par Emmanuel Macron.                                          |
| XVIIe       | 8 juillet 2024  | En cours       | Michèle Tabarot  | LR              | Conseillère municipale du Cannet. |

### Élections de 1988
| Candidat       | Candidat                      | Parti          | Premier tour | Premier tour | Second tour | Second tour |  |
| Candidat       | Candidat                      | Parti          | Voix         | %            | Voix        | %           |  |
| -------------- | ----------------------------- | -------------- | ------------ | ------------ | ----------- | ----------- |  |
|                | Pierre Bachelet sortant réélu | RPR (URC)      | 22 853       | 45,83        | 33 688      | 62,6        |  |
|                | Francis Giolitti              | PS             | 10 559       | 21,18        | 20 130      | 37,4        |  |
|                | Hubert Gambade                | FN             | 8 449        | 16,94        |             |             |  |
|                | Georges Vassallo              | PCF            | 6 620        | 13,28        |             |             |  |
|                | Henri-Philippe Goby           | Divers droite  | 1 383        | 2,77         |             |             |  |
|                | Luc d'Halluin                 | UDF (PR)       | 0            | 0            |             |             |  |
|                |                               |                |              |              |             |             |  |
| Inscrits       | Inscrits                      | Inscrits       | 80 122       | 100,00       | 80 067      | 100,00      |  |
| Abstentions    | Abstentions                   | Abstentions    | 29 447       | 36,75        | 24 740      | 30,9        |  |
| Votants        | Votants                       | Votants        | 50 675       | 63,25        | 55 327      | 69,1        |  |
| Blancs et nuls | Blancs et nuls                | Blancs et nuls | 811          | 1,6          | 1 509       | 2,73        |  |
| Exprimés       | Exprimés                      | Exprimés       | 49 864       | 98,4         | 53 818      | 97,27       |  |

Le suppléant de Pierre Bachelet était Hervé de Fontmichel, maire de Grasse.

### Élections de 1993
| Candidat       | Candidat                      | Parti          | Premier tour | Premier tour | Second tour | Second tour |  |
| Candidat       | Candidat                      | Parti          | Voix         | %            | Voix        | %           |  |
| -------------- | ----------------------------- | -------------- | ------------ | ------------ | ----------- | ----------- |  |
|                | Pierre Bachelet sortant réélu | RPR (UPF)      | 24 905       | 45,2         | 32 233      | 69,72       |  |
|                | Pierre Pauvert                | FN             | 11 242       | 20,4         | 13 997      | 30,28       |  |
|                | Antoine Labeyrie              | GÉ (EÉ)        | 5 504        | 9,99         |             |             |  |
|                | José Soria                    | PS (ADFP)      | 5 014        | 9,1          |             |             |  |
|                | Paul Euzière                  | PCF            | 3 597        | 6,53         |             |             |  |
|                | Henri-Philippe Goby           | Divers droite  | 1 896        | 3,44         |             |             |  |
|                | Hélène Rubio                  | LT-LNÉ         | 1 523        | 2,76         |             |             |  |
|                | Marcel Magagnosc              | SÉGA           | 1 410        | 2,56         |             |             |  |
|                |                               |                |              |              |             |             |  |
| Inscrits       | Inscrits                      | Inscrits       | 86 473       | 100,00       | 86 473      | 100,00      |  |
| Abstentions    | Abstentions                   | Abstentions    | 29 183       | 33,75        | 32 394      | 37,46       |  |
| Votants        | Votants                       | Votants        | 57 290       | 66,25        | 54 079      | 62,54       |  |
| Blancs et nuls | Blancs et nuls                | Blancs et nuls | 2 199        | 3,84         | 7 849       | 14,51       |  |
| Exprimés       | Exprimés                      | Exprimés       | 55 091       | 96,16        | 46 230      | 85,49       |  |

Le suppléant de Pierre Bachelet était Jean-Pierre Leleux, adjoint au maire de Grasse, conseiller général du canton de Grasse-Sud.

### Élections de 1997
| Candidat       | Candidat                | Parti             | Premier tour | Premier tour | Second tour | Second tour |  |
| Candidat       | Candidat                | Parti             | Voix         | %            | Voix        | %           |  |
| -------------- | ----------------------- | ----------------- | ------------ | ------------ | ----------- | ----------- |  |
|                | André Aschieri élu      | Les Verts         | 15 696       | 27,92        | 30 445      | 56,28       |  |
|                | Dominique Vidal         | FN                | 12 423       | 22,1         | 23 655      | 43,72       |  |
|                | Michèle Tabarot         | UDF (PR)          | 10 822       | 19,25        |             |             |  |
|                | Pierre Bachelet sortant | diss. RPR         | 5 915        | 10,52        |             |             |  |
|                | Jean-Pierre Leleux      | LDI (MPF)         | 5 010        | 8,91         |             |             |  |
|                | Paul Euzière            | PCF               | 3 671        | 6,53         |             |             |  |
|                | Michelle Hébrard        | Divers écologiste | 692          | 1,23         |             |             |  |
|                | Roberte Huet            | MDC               | 547          | 0,97         |             |             |  |
|                | Jocelyne Gioanni        | MÉI               | 536          | 0,95         |             |             |  |
|                | Fabienne Gariglio       | LT-LNÉ            | 327          | 0,58         |             |             |  |
|                | Mohamed Mbechezi        | GÉ                | 303          | 0,54         |             |             |  |
|                | André Quesney           | Extrême droite    | 270          | 0,48         |             |             |  |
|                |                         |                   |              |              |             |             |  |
| Inscrits       | Inscrits                | Inscrits          | 87 870       | 100,00       | 87 869      | 100,00      |  |
| Abstentions    | Abstentions             | Abstentions       | 29 988       | 34,13        | 28 708      | 32,67       |  |
| Votants        | Votants                 | Votants           | 57 882       | 65,87        | 59 161      | 67,33       |  |
| Blancs et nuls | Blancs et nuls          | Blancs et nuls    | 1 670        | 2,89         | 5 061       | 8,55        |  |
| Exprimés       | Exprimés                | Exprimés          | 56 212       | 97,11        | 54 100      | 91,45       |  |

Le suppléant d'André Aschieri était Jean-Raymond Vinciguerra, commerçant, conseiller général du canton de Grasse-Sud, conseiller municipal de Grasse.

### Élections de 2002
| Candidat       | Candidat                | Parti             | Premier tour | Premier tour | Second tour | Second tour |  |
| Candidat       | Candidat                | Parti             | Voix         | %            | Voix        | %           |  |
| -------------- | ----------------------- | ----------------- | ------------ | ------------ | ----------- | ----------- |  |
|                | Michèle Tabarot élue    | UMP               | 24 371       | 39,91        | 29 385      | 50,52       |  |
|                | André Aschieri sortant  | Les Verts         | 22 043       | 36,1         | 28 779      | 49,48       |  |
|                | Jean-Pierre Schénardi   | FN                | 10 137       | 16,6         |             |             |  |
|                | Paul Euzière            | PCF               | 1 239        | 2,03         |             |             |  |
|                | Marie Jamain-Benassayag | RPF               | 586          | 0,96         |             |             |  |
|                | Robert Cano             | MNR               | 403          | 0,66         |             |             |  |
|                | Marion Boulnois         | LCR               | 347          | 0,57         |             |             |  |
|                | Daniel Mehl             | Divers écologiste | 335          | 0,55         |             |             |  |
|                | Patrick Bétheuil        | Divers droite     | 246          | 0,4          |             |             |  |
|                | Jacqueline Cyvoct       | LO                | 227          | 0,37         |             |             |  |
|                | Marie-Louise Cros       | Divers gauche     | 221          | 0,36         |             |             |  |
|                | Pascal Ducreux          | MHAN              | 206          | 0,34         |             |             |  |
|                | Henri-Philippe Goby     | MÉI               | 200          | 0,33         |             |             |  |
|                | Jacques Bicard          | Divers écologiste | 196          | 0,32         |             |             |  |
|                | Arlette Michel          | GÉ                | 124          | 0,2          |             |             |  |
|                | Catherine Théron        | IR                | 64           | 0,1          |             |             |  |
|                | Marie-Haydée Muller     | Divers écologiste | 64           | 0,1          |             |             |  |
|                | Éveline Laforge         | Divers            | 52           | 0,09         |             |             |  |
|                |                         |                   |              |              |             |             |  |
| Inscrits       | Inscrits                | Inscrits          | 94 753       | 100,00       | 94 702      | 100,00      |  |
| Abstentions    | Abstentions             | Abstentions       | 33 023       | 34,85        | 35 099      | 37,06       |  |
| Votants        | Votants                 | Votants           | 61 730       | 65,15        | 59 603      | 62,94       |  |
| Blancs et nuls | Blancs et nuls          | Blancs et nuls    | 669          | 1,08         | 1 439       | 2,41        |  |
| Exprimés       | Exprimés                | Exprimés          | 61 061       | 98,92        | 58 164      | 97,59       |  |

Le suppléant de Michèle Tabarot était Jean-Pierre Leleux, maire de Grasse, conseiller général du canton de Grasse-Nord.

### Élections de 2007
|                | Michèle Tabarot sortante réélue | UMP            | 35 021  | 53,13  |  |  |  |
|                | André Aschieri                  | Les Verts      | 24 719  | 37,5   |  |  |  |
|                | Jean-Marc Degioanni             | FN             | 2 988   | 4,53   |  |  |  |
|                | Pascal Ducreux                  | LT-LNÉ         | 781     | 1,18   |  |  |  |
|                | François Marchive               | LCR            | 774     | 1,17   |  |  |  |
|                | Hugo Debonnet                   | MPF            | 458     | 0,69   |  |  |  |
|                | Maurice Massa                   | CPNT           | 316     | 0,48   |  |  |  |
|                | Béatrix Arrii                   | Divers         | 298     | 0,45   |  |  |  |
|                | Johanne de Jouvancourt          | MNR            | 285     | 0,43   |  |  |  |
|                | Nadia Putzolu                   | LO             | 273     | 0,41   |  |  |  |
|                |                                 |                |         |        |  |  |  |
| Inscrits       | Inscrits                        | Inscrits       | 106 458 | 100,00 |  |  |  |
| Abstentions    | Abstentions                     | Abstentions    | 39 841  | 37,42  |  |  |  |
| Votants        | Votants                         | Votants        | 66 617  | 62,58  |  |  |  |
| Blancs et nuls | Blancs et nuls                  | Blancs et nuls | 704     | 1,06   |  |  |  |
| Exprimés       | Exprimés                        | Exprimés       | 65 913  | 98,94  |  |  |  |

Le suppléant de Michèle Tabarot était Jean-Pierre Leleux, maire de Grasse, conseiller général du canton de Grasse-Nord.
Jean-Pierre Leleux est élu sénateur le 1er octobre 2008.

### Élections de 2012
| Candidat       | Candidat                        | Parti          | Premier tour | Premier tour | Second tour | Second tour |  |
| Candidat       | Candidat                        | Parti          | Voix         | %            | Voix        | %           |  |
| -------------- | ------------------------------- | -------------- | ------------ | ------------ | ----------- | ----------- |  |
|                | Michèle Tabarot sortante réélue | UMP            | 20 629       | 47,32        | 24 344      | 61,32       |  |
|                | Marie-Louise Gourdon            | PS (EÉLV)      | 12 462       | 28,59        | 15 359      | 38,68       |  |
|                | Marlène Orfila                  | RBM (FN)       | 7 593        | 17,42        |             |             |  |
|                | Pierre Bernasconi               | FG (PCF)       | 1 738        | 3,99         |             |             |  |
|                | Pascal Ducreux                  | MHAN           | 614          | 1,41         |             |             |  |
|                | Haydée Muller                   | AÉI            | 347          | 0,80         |             |             |  |
|                | Robert Giardina                 | LO             | 120          | 0,28         |             |             |  |
|                | Laurent de Vargas               | AR             | 93           | 0,21         |             |             |  |
|                |                                 |                |              |              |             |             |  |
| Inscrits       | Inscrits                        | Inscrits       | 77 292       | 100,00       | 77 291      | 100,00      |  |
| Abstentions    | Abstentions                     | Abstentions    | 33 259       | 43,03        | 36 618      | 47,38       |  |
| Votants        | Votants                         | Votants        | 44 033       | 56,97        | 40 673      | 52,62       |  |
| Blancs et nuls | Blancs et nuls                  | Blancs et nuls | 437          | 0,99         | 970         | 2,38        |  |
| Exprimés       | Exprimés                        | Exprimés       | 43 596       | 99,01        | 39 703      | 97,62       |  |

Le suppléant de Michèle Tabarot était Christophe Chalier, entrepreneur à Mouans-Sartoux.

### Élections de 2017
|                                                                                  | |                           |                           |                          |                          |
|                                                                                  | | Premier tour 11 juin 2017 | Premier tour 11 juin 2017 | Second tour 18 juin 2017 | Second tour 18 juin 2017 |
|                                                                                  | |                           |                           |                          |                          |
|                                                                                  | | Nombre                    | % des inscrits            | Nombre                   | % des inscrits           |
| Inscrits                                                                         | Inscrits                                                                                                   | 79 934                    | 100,00                    | 79 936                   | 100,00                   |
| Abstentions                                                                      | Abstentions                                                                                                | 42 083                    | 52,65                     | 45 245                   | 56,60                    |
| Votants                                                                          | Votants | 37 851                    | 47,35                     | 34 691                   | 43,40                    |
|                                                                                  | |                           | % des votants             |                          | % des votants            |
| Bulletins blancs                                                                 | Bulletins blancs                                                                                           | 451                       | 1,19                      | 1 775                    | 5,12                     |
| Bulletins nuls                                                                   | Bulletins nuls                                                                                             | 100                       | 0,26                      | 439                      | 1,27                     |
| Suffrages exprimés                                                               | Suffrages exprimés                                                                                         | 37 300                    | 98,54                     | 32 477                   | 93,62                    |
|                                                                                  | |                           |                           |                          |                          |
| Candidat Étiquette politique (partis et alliances)                               | Candidat Étiquette politique (partis et alliances)                                                         | Voix                      | % des exprimés            | Voix                     | % des exprimés           |
|                                                                                  | |                           |                           |                          |                          |
|                                                                                  | Dominique Fillebeen La République en marche                                                                | 12 869                    | 34,50                     | 14 947                   | 46,02                    |
|                                                                                  | Michèle Tabarot (députée sortante) Les Républicains (Union des démocrates et indépendants)                 | 10 912                    | 29,25                     | 17 530                   | 53,98                    |
|                                                                                  | Nathalie Pavard Front national                                                                             | 6 815                     | 18,27                     |                          |                          |
|                                                                                  | Denis Leblanc La France insoumise                                                                          | 2 580                     | 6,92                      |                          |                          |
|                                                                                  | Didier Chérel Europe Écologie Les Verts (Partit occitan)                                                   | 1 060                     | 2,84                      |                          |                          |
|                                                                                  | Louis Acacio Parti socialiste                                                                              | 761                       | 2,04                      |                          |                          |
|                                                                                  | Pascal Ducreux Écologiste (Mouvement écologiste indépendant - Le Trèfle - Mouvement hommes animaux nature) | 703                       | 1,88                      |                          |                          |
|                                                                                  | Jean-Luc Burgaud Debout la France                                                                          | 623                       | 1,67                      |                          |                          |
|                                                                                  | Odile Clemente Parti communiste français                                                                   | 489                       | 1,31                      |                          |                          |
|                                                                                  | David Pauchet Divers (Union populaire républicaine)                                                        | 227                       | 0,61                      |                          |                          |
|                                                                                  | Ludovic Brossy Divers (Mouvement 100 % - La France a des Elles)                                            | 144                       | 0,39                      |                          |                          |
|                                                                                  | Véronique Fressignaud Lutte ouvrière                                                                       | 117                       | 0,31                      |                          |                          |
| Source : Ministère de l'Intérieur - Neuvième circonscription des Alpes-Maritimes | |                           |                           |                          |                          |

Le suppléant de Michèle Tabarot était Bruno Pebeyre, chirurgien urologue à l'hôpital de Cannes.

### Élections de 2022
| Résultats des élections législatives des 12 et 19 juin 2022 de la 9e circonscription des Alpes-Maritimes |                          |                          |                          |              |              |             |             |
| Candidat                                                                                                 | Candidat                 | Parti et coalition       | Nuance                   | Premier tour | Premier tour | Second tour | Second tour |
| Candidat                                                                                                 | Candidat                 | Parti et coalition       | Nuance                   | Voix         | %            | Voix        | %           |
| | Michèle Tabarot          | LR (UDC)                 | LR                       | 10 605       | 28,94        | 19 955      | 63,06       |
| | Franck Galbert           | RN                       | RN                       | 7 518        | 20,51        | 11 691      | 36,94       |
| | Mayaa Tudiesche          | LREM (ENS)               | ENS                      | 5 538        | 15,11        |             |             |
| | Chantal Chasseriaud      | PS (NUPES)               | NUP                      | 5 395        | 14,72        |             |             |
| | Xuan Truong NGuyen       | REC                      | REC                      | 2 712        | 7,40         |             |             |
| | Jean-Paul Camerano       | DVC (LREM diss.)         | DVC                      | 1 812        | 4,94         |             |             |
| | Évelyne Barroero         | MHAN (TUPV)              | ECO                      | 1 351        | 3,69         |             |             |
| | David Pauchet            | LP (UPF)                 | DSV                      | 667          | 1,82         |             |             |
| | Christian Matuszewski    | EAC                      | ECO                      | 487          | 1,33         |             |             |
| | Nicolas Boulay           | PP                       | DIV                      | 390          | 1,06         |             |             |
| | Liliane Pécout           | LO                       | DXG                      | 174          | 0,47         |             |             |
| Votes valides                                                                                            | Votes valides            | Votes valides            | Votes valides            | 36 649       | 98,51        | 31 644      | 93,27       |
| Votes blancs                                                                                             | Votes blancs             | Votes blancs             | Votes blancs             | 439          | 1,18         | 1 823       | 5,37        |
| Votes nuls                                                                                               | Votes nuls               | Votes nuls               | Votes nuls               | 116          | 0,31         | 460         | 1,36        |
| Total | Total                    | Total                    | Total                    | 37 204       | 100          | 33 927      | 100         |
| Abstention                                                                                               | Abstention               | Abstention               | Abstention               | 44 246       | 54,32        | 47 540      | 58,35       |
| Inscrits / participation                                                                                 | Inscrits / participation | Inscrits / participation | Inscrits / participation | 81 450       | 45,68        | 81 467      | 41,65       |

Le suppléant de Michèle Tabarot était Jérôme Viaud, maire de Grasse, conseiller départemental du canton de Grasse-1, Président de l'agglomération du Pays de Grasse.

### Elections de 2024
| Candidat                 | Candidat                 | Parti et coalition       | Nuance                   | Premier tour | Premier tour | Second tour | Second tour |
| Candidat                 | Candidat                 | Parti et coalition       | Nuance                   | Voix         | %            | Voix        | %           |
| ------------------------ | ------------------------ | ------------------------ | ------------------------ | ------------ | ------------ | ----------- | ----------- |
|                          | Franck Galbert           | RN                       | RN                       | 22 921       | 42,31        | 25 206      | 47,01       |
|                          | Michèle Tabarot          | LR (UDC)                 | LR                       | 18 334       | 33,84        | 28 407      | 52,99       |
|                          | José Garcia-Abia         | PS (NFP)                 | UG                       | 9 987        | 18,43        |             |             |
|                          | Henriette Palmers        | ÉAC                      | ECO                      | 1 742        | 3,22         |             |             |
|                          | Sylvain Lienhardt        | app. REC                 | EXD                      | 900          | 1,66         |             |             |
|                          | Liliane Pécout           | LO                       | EXG                      | 294          | 0,54         |             |             |
|                          |                          |                          |                          |              |              |             |             |
| Votes valides            | Votes valides            | Votes valides            | Votes valides            | 54 178       | 98,33        | 53 613      | 97,03       |
| Votes blancs             | Votes blancs             | Votes blancs             | Votes blancs             | 684          | 1,24         | 1 301       | 2,35        |
| Votes nuls               | Votes nuls               | Votes nuls               | Votes nuls               | 237          | 0,43         | 338         | 0,61        |
| Total                    | Total                    | Total                    | Total                    | 55 099       | 100          | 55 252      | 100         |
| Abstention               | Abstention               | Abstention               | Abstention               | 27 287       | 33,12        | 27 152      | 32,95       |
| Inscrits / participation | Inscrits / participation | Inscrits / participation | Inscrits / participation | 82 386       | 66,88        | 82 404      | 67,05       |

Le suppléant de Michèle Tabarot est Jérôme Viaud.

#### Élections européennes de 2024
Pour rappel : dans la neuvième des neuf circonscriptions des  Alpes-Maritimes, les élections législatives de 2024 se déroulent dans le contexte du résultat aux élections européennes suivant : 
- Rassemblement national (Extrême droite - ID) : 16 443 (38,29 %)
- Renaissance (Centristes et libéraux) : 5 774 (13,44 %)
- Les Républicains (Conservateurs) : 4 172 (9,71 %)
- Place publique - Parti socialiste (Sociaux-démocrates) : 4 098 (9,54 %)
- Reconquête ! (Extrême droite - ECR) : 3 587 (8,35 %)